# Де-Рітсхоф
Де-Рітсхоф (нід. De Rietschoof) — селище в нідерландській провінції Гелдерланд. Входить до муніципалітету Залтбоммел.
Його площа становить 0,23км², а населення станом на 2021 рік складало 150 осіб.
Перша згадка про населений пункт датується 1847 роком. Його назва буквально перекладається як «в'язка очерету для покрівлі».